# Colnaghi
Colnaghi ou P & D Colnaghi & Co Limited pour son nom complet, est une galerie d'art et un courtier britannique en œuvres d'art installé à Londres. Fondée en 1760, il s'agit de l'une des plus anciennes galeries d'art au monde.

## Historique

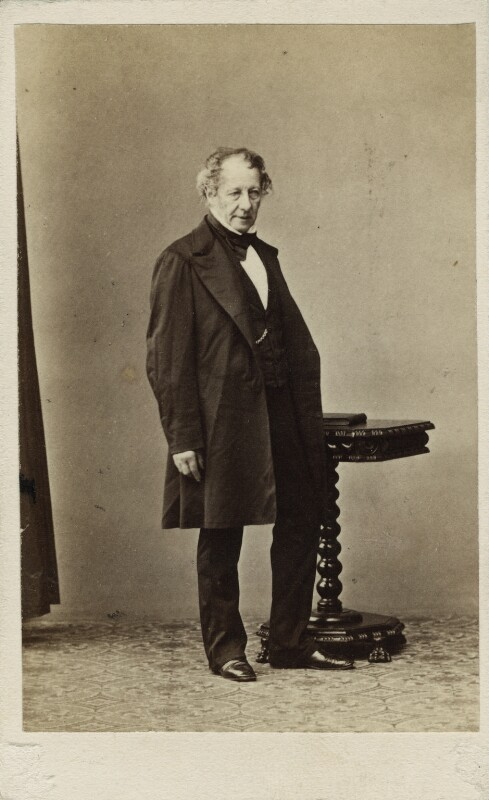
Portrait de Dominic Charles Colnaghi, années 1860.

En 1760, l'Italien Giovanni Battista Torre ouvre à Paris, rue Saint-Honoré, une boutique vendant des feux d'artifice ; appelée « Cabinet de physique expérimentale », il y vend aussi des instruments et des ouvrages scientifiques. Il ouvre une filiale à Londres, près de Pall Mall en 1767 qui se spécialise dans la vente d'estampes. Son fils Anthony Torre prend sa succession à sa mort en 1780, rejoint dans son activité, d'abord par Charles Ciceri, puis, en 1783 par Paul Colnaghi (1751-1833), originaire de Milan et fils d'un avocat distingué, qui s'occupe d'une nouvelle boutique parisienne, installée alors au Palais-Royal, et qui est reprise en mai 1785, par Pascal Noseda. La boutique déménage au 132 Pall Mall en 1786. Colnaghi se marie avec la belle-sœur du fils Torre et prend sa succession à Londres en 1788, en partenariat avec MM. Sala et Molteno. Ils se spécialisent dans la production d'estampes patriotiques et militaires. C'est ainsi le premier à éditer le portrait de Nelson. On trouve ainsi publiée à Londres en juin 1793, sous la raison sociale « Colnaghi & Co », l'estampe The Separation of Lewis the Sixteenth from his family, in the Temple : In consequence of a Resolution of the Commune of Paris on the 29th of September 1792, gravée par Luigi Schiavonetti d'après Charles Benazech.
La boutique déménage de nouveau au 23 Cockspur Street en 1799. Il devient le fournisseur officiel de George IV, dès sa période de régence et alimente la Royal Collection. Vers 1820, il s'associe avec son fils aîné Dominic Paul (1790-1879) puis rejoint par son cadet Martin (v.1792-1851). En désaccord avec son frère, ce dernier garde la boutique de Cockspur Street, tandis que Dominic et son père fondent P & D Colnaghi & Co au 14 Pall Mall East,. Dominic s'associe ensuite avec Andrew Mc Kay, qui prend le relais avec son fils à partir de 1874. Martin Colnaghi, de son côté, fait faillite en 1843, son fils Martin Henri Colnaghi (1821-1908) fonde sa propre galerie, concurrente, la Malborough Gallery (au 53 Pall Mall), qui reste active jusqu'à sa mort.
En 1894, E. F. J. Deprez (retiré en 1906) et Otto Gutekunst prennent la tête de l'entreprise Colnaghi & Co et spécialisent leur activité dans la courtage en œuvre d'art pour des collectionneurs et des musées. Marchands d'art, ils développent des relations privilégiées avec les collectionneurs Isabella Stewart Gardner, Henry Clay Frick, Robert Sterling Clark (en) et Andrew W. Mellon, mais aussi avec des historiens d'art comme Bernard Berenson ou le directeur de musée Wilhelm von Bode. En 1911, la galerie déménage au 144/6 New Bond Street. En 1930, elle sert, avec Knoedler et Matthiesen, d'intermédiaire pour la vente des peintures du musée de l'Ermitage par le gouvernement soviétique.
La société est rachetée en 1970 par lord Jacob Rothschild. Elle diversifie son activité dans les arts orientaux, la photographie, la sculpture et les arts décoratifs. Rothschild la cède au groupe Dr. Oetker en 1981. Elle ouvre une filiale à New York en 1983. Elle passe ensuite sous le contrôle du marchand d'art allemand Konrad Bernheimer (en) en 2002, qui s'associe en 2016 avec les marchands d'art espagnols Jorge Coll et Nicolás Cortés, le premier devenant le président de Colnaghi Limited. La galerie londonienne s'installe alors 26 Bury Street.

## Affaires
La réputation de la galerie est entre autres éclaboussée, au début des années 1980, par l'affaire Eric Hebborn, artiste capable de tromper les plus grands experts en imitant des dessins de l'époque maniériste.

## Archives
Les archives historiques de la galerie sont conservées au domaine de Waddesdon Manor.